# برزوسنیک
برزوسنیک (به لهستانی: Brzuśnik) یک روستا در لهستان است که در Gmina Radziechowy-Wieprz واقع شده‌است. برزوسنیک ۸۴۰ نفر جمعیت دارد.